# 基斯米爾 (紐約州)
基斯米爾（英語：Keese Mill）是位於美國紐約州富蘭克林縣的非建制地區。

## 地理
基斯米爾所處的海拔為高於海平面499米（即1637英呎），而該地所採用的時區為UTC-5，即北美东部时区（EST）。同時該地設有夏令時間，為UTC-5調快一小時，即UTC-4（EDT）。